# Koagulacijski faktor
Koagulacijski faktorji, faktorji strjevanja krvi ali dejavniki strjevanja krvi so beljakovine v krvi, ki so pomembne v kaskadi reakcij, ki privedejo do koagulacije krvi. Posredno aktivirajo krvne ploščice, ki tvorijo strdek na mestu poškodbe žile. Strjevanje (koagulacija) krvi je pomemben odziv organizma po poškodbi, saj prepreči izkrvavitev. Koagulacijski faktorji se sintetizirajo zlasti v jetrih. Določene spojine zavrejo nastanek teh faktorjev (npr. kumarin) in tako delujejo kot antikoagulanti. 
Poznamo več vrst koagulacijskih faktorjev, ki jih načeloma označujemo z rimsko številko. Za te beljakovine je značilno, da se nahajajo bodisi v aktivni bodisi v neaktivni obliki. Kadar gre za aktivirano obliko faktorja strjevanja krvi, ob rimski številki zapišemo še malo črko a.
Poznani so naslednji koagulacijski faktorji:
- faktor I, fibrinogen
- faktor Ia, fibrin
- faktor II, protrombin
- faktor IIa, trombin
- faktor III, tkivni faktor
- faktor IV (kalcijevi ioni, ki sodelujejo pri koagulaciji),
- faktor V, proakcelerin,
- faktor VI, akcelerin,
- faktor VII, prokonvertin,
- faktor VIII, antihemofilni globulin,
- faktor IX, Christmasov faktor,
- faktor X, Stuartov faktor,
- faktor XI,
- faktor XII, Hagemanov faktor,
- faktor XIII, fibrin stabilizirajoči faktor,
- faktor XIV,
- faktor XV.

Pri pomanjkanju enega ali več koagulacijskih faktorjev v organizmu pride do različnih bolezni, povezanih s strjevanjem krvi, na primer do hemofilije.